# 109a Brigada Mixta (Exèrcit Popular de la República)
La 109a Brigada Mixta va ser una unitat de l'Exèrcit Popular de la República creada durant la Guerra Civil Espanyola.

## Historial
La unitat va ser creada a Utiel durant la primavera de 1937. Durant les seves primera etapa per la prefectura de la 109a BM van passar el tinent coronel d'infanteria Antonio Gil Otero i, posteriorment, el comandant d'infanteria Luis Pedreño Ramírez. Una vegada finalitzat la fase d'entrenament, la brigada va ser assignada a l'Exèrcit d'Extremadura. Estava previst que hagués participat en l'anomenat Pla P —preparat pel coronel Aureliano Álvarez-Coque— que finalment no es va dur a terme.
Al maig de 1937 la 109a BM va quedar enquadrada en la 37a Divisió del VII Cos d'Exèrcit.
El 8 de juliol la unitat va ser enviada al sector de Miajadas per a intentar tancar la ruptura del front que s'havia produït a conseqüència del mal acompliment de les brigades mixtes 20a i 63a davant un xoc amb forces franquistes. Al febrer de 1938 va prendre part en diverses accions limitades en el front extremeny que no van tenir molt d'èxit.
Al juny de 1938 la 109a BM va enviar a dues companyies per a intentar reforçar l'amenaçada posició de la 91a Brigada Mixta en el riu Zújar. Una setmanes després, durant el mes de juliol, la 109a Brigada va intervenir en combats directes amb les forces franquistes amb la intenció de tallar-los el pas en la zona del riu Guadiana; però davant la pressió enemiga va haver de retirar-se cap a La Coronada, després de sofrir pèrdues. La brigada seria finalment destruïda quan es va produir el tancament de la bossa de Mèrida.
La 109a Brigada Mixta seria reconstituïda novament, encara que no va participar en l'ofensiva de Valsequillo de gener de 1939.

## Comandaments
Comandants
- Tinent coronel Antonio Gil Otero;[3]
- Comandant d'infanteria Luis Pedreño Ramírez;
- Major de milícies Antonio de Blas García;
- Major de milícies Timoteo Reboiro Jiménez;
- Major de milícies Juan Guijarro Iniesta;

Comissaris
- Ernesto Herrero Zalagán, del JSU/PCE.